# Lycium repens
Lycium repens är en potatisväxtart som beskrevs av Carlos Luis Spegazzini. Lycium repens ingår i släktet bocktörnen, och familjen potatisväxter. Inga underarter finns listade i Catalogue of Life.